# Kakinomoto no Hitomaro
Kakinomoto no Hitomaro (柿本 人麻呂) (ca 662 - 710) var en japansk författare under Naraperioden. Han var den mest framstående av Manyoshupoeterna, framför allt i volym 1 och 2. Hitomaros mest kända dikter inkluderar "I havet av murgröneklädd Iwami", "Tsunuviken" och "Jag älskade henne som löven"

## Eftermäle
Nedslagskratern Hitomaro på planeten Merkurius är uppkallad efter honom.